# Игра на доверие
„Игра на доверие“ е българска драма от 2023 г. на режисьора Мартин Макариев, сценарият е на Борислав Захариев, и във филма участват Яна Маринова, Луиза Григорова, Владимир Зомбори, Александър Димов, Пламен Манасиев, София Ласкин, Мария Каварджикова, Малин Кръстев, Искра Донова, Китодар Тодоров, Яна Титова и Христо Петков.
Снимките се провеждат през юни 2021 г. Първият трейлър на филма излезе на 30 ноември 2022 г. Галапремиерата на филма се състои на 15 февруари 2023 г. и излиза по кината на 17 февруари 2023 г.

## Актьорски състав
- Яна Маринова – Даниела[8]
- Луиза Григорова – Елена[8]
- Владимир Зомбори – Камен Давидов[8]
- Александър Димов – Стефан[9]
- Пламен Манасиев – Полковник Тасев[8]
- София Ласкин – Елена като дете[8][10]
- Мария Каварджикова – Радка[8]
- Христо Петков – Криминален психолог[8]
- Малин Кръстев – Офицер[8]
- Яна Титова – Дара[8]
- Александър Хаджиангелов – Георги[8]
- Искра Донова
- Китодар Тодоров